# انجمن پرستاران آمریکا
انجمن پرستاران آمریکا (به انگلیسی: American Nurses Association) با نشان اختصاری ANA ارگانی حرفه‌ای برای پیشبرد و حمایت از تخصص پرستاری در آمریکا بوده و در سال ۱۸۹۶ آغاز به فعالیت نمود. مرکز این انجمن در سیلور اسپرینگ، مریلند قرار گرفته است.

## معرفی کلی
انجمن پرستاران آمریکا با سرواژه (ANA) یک سازمان حرفه ای فدرال 501(c)(6) برای پیشبرد و محافظت از حرفه پرستاری است. در سال ۱۸۹۶ به عنوان فارغ التحصیلان مرتبط با پرستاران آغاز شد و در سال ۱۹۱۱ به انجمن پرستاران آمریکا تغییر نام داد. مرکز این انجمن در شهر سیلور اسپرینگ، مریلند مستقر است و جنیفر منسیک کندی رئیس‌کل فعلی آن است.

## انتشارات
- American Nurse Today(به فارسی: پرستار آمریکایی امروز)
- The American Nurse(به فارسی: پرستار آمریکایی)
- OJIN: The Online Journal of Issues in Nursing(به فارسی: مجله آنلاین مسائل پرستاری)

"ANA" بیان می کند که پرستاری؛ محافظت، ارتقاء و بهینه سازی سلامت و توانایی ها، پیشگیری از بیماری و آسیب، کاهش درد و رنج از طریق تشخیص و درمان با اعمال پرستار، و حمایت از مراقبت از افراد، خانواده ها، جوامع و جمعیت است.

## تاریخچه

### قرن ۱۹
برنامه های سازمانی اولیه برای "فارغ التحصیلان وابسته به پرستاران ایالات متحده آمریکا" در ۲ سپتامبر ۱۸۹۶ در هتل ساحلی منهتن در نزدیکی شهر نیویورک انجام شد. در ۱۱ تا ۱۲ فوریه ۱۸۹۷، این طرح ها در شهر بالتیمور در جلسه ای که مصادف با کنفرانس سالانه انجمن آمریکایی سرپرستان مدارس آموزش پرستاران بود، تصویب شد. ایزابل همپتون راب به عنوان اولین رئیس آن خدمت کرد. هدف اولیه اصلی این سازمان، افزایش مراقبت های پرستاری برای سربازان آمریکایی بود. "ICN"(بزرگترین سازمان پرستاری بریتانیا) در سال ۱۸۹۹ بعنوان سازمان پرستاری از بریتانیای کبیر، "ANA" برای ایالات متحده و یک نهاد پرستاری در آلمان به عنوان اعضای منشور تأسیس شد. اولین کنگره "ICN" در بوفالو نیویورک در سال ۱۹۰۱ برگزار شد.

### قرن ۲۰
کنگره بعدی، نهمین کنگره چهارساله "ICN" در سال ۱۹۴۷، در آتلانتیک سیتی، نیوجرسی برگزار شد. با حضور بیش از ۵۰۰۰ نماینده به نمایندگی از ۲۵۰ هزار پرستار در ۳۲ کشور، این یک گام بزرگ به جلو در برقراری مجدد روابط بین المللی در زمان صلح در جامعه مراقبت های بهداشتی بود.رهبری "اردوی ملی افغانستان"(این اردوی آموزشی-خدماتی بهداشتی برای مردم محروم و فقیر افغانستان بود.) همه ترتیبات را از جمله تعیین محل اقامت برای شرکت کنندگان در میان ساکنان محلی، و جمع آوری بودجه برای پوشش هزینه های سفر انجام داد. در سال ۱۹۷۰، متیدنا جانسون در یک کنوانسیون "ANA" در مورد فقدان نمایندگی پرستاران آفریقایی آمریکایی سخنرانی کرد. او معتقد بود که این یک مسئله مهم بود که منجر به تأسیس انجمن ملی پرستاران سیاه پوست در سال ۱۹۷۱ شد.

### قرن ۲۱اُم
در فوریه ۲۰۲۲، "ANA" با نماینده کنگره، دبورا راس و دیو جویس، نماینده کنگره در مورد قانون بازرسان "پرستاران تجاوز جنسی"SANEs شریک شد، که برای رفع کمبود در سراسر کشور "پرستاران تجاوز جنسی"SANEs و بهبود مراقبت از بازماندگان از آسیب جنسی طراحی شده است. خشونت این لایحه همچنین توسط "RAINN" و "شبکه ملی پایان دادن به خشونت خانگی" تأیید شد.

## ماموریت
این انجمن یک سازمان حرفه ای است که پرستاران ثبت شده RNs در ایالات متحده را از طریق ۵۴ انجمن عضو تشکیل دهنده خود نمایندگی می کند. اردوی ملی افغانستان در ایجاد استانداردهای عملکرد پرستاری، ارتقای حقوق پرستاران در محیط کار، پیشبرد رفاه اقتصادی و عمومی پرستاران مشارکت دارد.بیانیه های ANA در نشریاتی که علیه نسبت اجباری پرستار به بیمار بحث می کنند، ارائه شده است. انجمن پرستاران آمریکا می گوید که "نگرانی های واقعی در مورد ایجاد اعداد ثابت نسبت پرستار به بیمار" دارد. اردوی ملی افغانستان همچنین دارای سه سازمان تابعه به نام‌های آکادمی پرستاری آمریکا است که برای خدمت به عموم و حرفه پرستاری از طریق پیشبرد سیاست و عملکرد بهداشتی از طریق تولید، سنتز و انتشار دانش پرستاری، بنیاد پرستاران آمریکا، بازوی خیریه و بشردوستانه تشکیل شده است.و مرکزاعتبارسنجی پرستاران آمریکا، که پرستاران را در تخصص خود و امکانات اعتبارنامه‌ای که برتری پرستاری را نشان می‌دهند، اعتبار می‌دهد.